# Postprint

Chaîne de publication typique d'un article de revue universitaire (preprint, postprint et version publiée) avec des droits de partage en libre accès par SHERPA/RoMEO.

Exemple d'une page d'un manuscrit accepté par eNeuro, 2019

Un postprint est la version numérique d'un article de revue de recherche après qu'il a été examiné par des pairs et accepté pour publication, mais avant qu'il n'ait été composé et formaté par la revue,.

## Terminologie associée
Une ébauche numérique avant l'examen par les pairs s'appelle une préprint.
Les postprints sont aussi parfois appelés manuscrits d'auteur acceptés (AAM), car il s'agit de la version acceptée par la revue une fois que l'auteur a répondu aux commentaires des pairs évaluateurs. Les postprints et les preprints sont conjointement appelés eprints. Les postprints sont diversement appelés par différents éditeurs comme pré-épreuves, version originale de l'auteur et variantes de celles-ci,.
Après la mise en page par une revue, les auteurs recevront souvent des épreuves (le brouillon de la mise en forme finale) et enfin la version qui est publiée est appelée la version publiée/de l'éditeur.
Le terme postprint faisait également référence à la version formatée des éditeurs, cependant, l'usage s'est rétréci pour se référer uniquement à la définition actuelle d'acceptée mais non formatée.

## Rôle dans le libre accès
Les licences de publication de revues revendiquent généralement le droit d'auteur sur la version composée et formatée, mais permettent aux auteurs de publier la version postprint en libre accès (auto-archivage). Ceci est souvent appelé la voie verte du libre accès - green open access - et permet l'accès et la réutilisation de matériel même dans des revues payantes (généralement sous une licence Creative Commons). L'autorisation par la revue de publier un postprint peut être immédiate ou après une période d'embargo, avec des conditions de licence pour la plupart des revues collectées dans la base de données Sherpa/Romeo.
Depuis l'avènement de l'Open Archives Initiative, les prépublications et les postprints ont été déposées dans des référentiels institutionnels, qui sont interopérables car ils sont conformes au Protocole de l'Open Archives Initiative pour la collecte de métadonnées.
Les eprints sont au cœur de l'initiative d'accès ouvert pour rendre la recherche librement accessible en ligne. Les eprints ont d'abord été déposés ou auto-archivés dans des sites Web arbitraires, puis récoltés par des archives virtuelles telles que CiteSeer (et, plus récemment, Google Scholar), ou ils ont été déposés dans des archives disciplinaires centrales telles que arXiv ou PubMed Central.